# Samy Naceri
Samy Naceri o Saïd Naceri (nacido el 2 de julio de 1961) es un actor francés, conocido por interpretar a Daniel Morales en la película Taxi que trata sobre un taxista de Marsella y tuvo varias redadas con los tribunales de Francia tras ser detenido y multado en varias ocasiones.

## Biografía
Nacido en París, de madre francesa, Jacqueline y de padre argelino, Djilali, un pintor de edificios que viniera a París antes de la independencia con seis hermanos, una hermana Larbi Naceri, también actriz aunque se trasladó de hogar. A la edad de 16 años, Naceri dejó sus estudios para trabajar con su padre. Tras el divorcio de sus padres, Naceri llevó una vida marginal y empezó a tomar drogas a la edad de 18 años.
A la edad de veinte años, Naceri sufrió cortes faciales por haberse cortado con el parabrisas de un Renault 5 Turbo en una noche de fiesta y desde entonces conserva una cicatriz que va desde el arco supraorbitario hasta el pómulo. En 1984 fue condenado a cinco años de prisión por robo, aunque sólo cumplió cuatro, de hecho, él era el conductor de un equipo de ladrones de bancos pero estos abandonaron el coche, que también había sido robado.
Desde hace veinte años, Naceri se unió al mundo de la escena y fue en 1994, en la película Léon donde conoció a Luc Besson. Cuatro años después, Naceri interpretó a Daniel Morales en Taxi. Esta película le daría mucha fama aparte de ser bastante taquillera (más de 8.000.000 entradas) por lo que se realizó una segunda parte, Taxi 2, y de ahí dos entregas posteriores Taxi 3 y Taxi 4.
Actualmente, está casado con la actriz Marie Guillard y tiene un hijo, Julian, nacido en 1995.

## Cine

### Años 80
- 1981 : Inspecteur la bavure de Claude Zidi Figuración
- 1989 : La Révolution française de Robert Enrico et Richard T. Heffron

### Años 90
- 1994 : Léon de Luc Besson (Un miembro del SWAT)
- 1994 : Nestor Burma (episodio Le cinquième procédé)
- 1994 : Frères, la roulette rouge de Olivier Dahan
- 1995 : Coup de vice de Zak Fishman
- 1995 : Double Peine de Thomas Gilou
- 1995 : Raï de Thomas Gilou (Nordine)
- 1996 : Love in Paris d'Anne Goursaud
- 1996 : Maintenant ou jamais
- 1996 : Pourquoi partir de Bastien Duval et Bernadette Lafont
- 1996 : La Légende de Dede de Antonio Olivares
- 1997 : Malik le Maudit de Youcef Hamidi
- 1997 : P.J. role de Rachid (épisode 1 saison 1)
- 1997 : Bouge! de Jérôme Cornuau
- 1997 : Autre chose à foutre qu'aimer de Carole Giacobbi
- 1998 : Taxi de Gérard Pirès
- 1998 : Cantique de la racaille de Vincent Ravalec
- 1998 : Mounir et Anita de Mabrouk el Mechri
- 1998 : Pequeño Ben d'Ismael Ferroukhi
- 1999 : Un pur moment de rock'n'roll de Manuel Boursinhac
- 1999 : Une pour toutes de Claude Lelouch

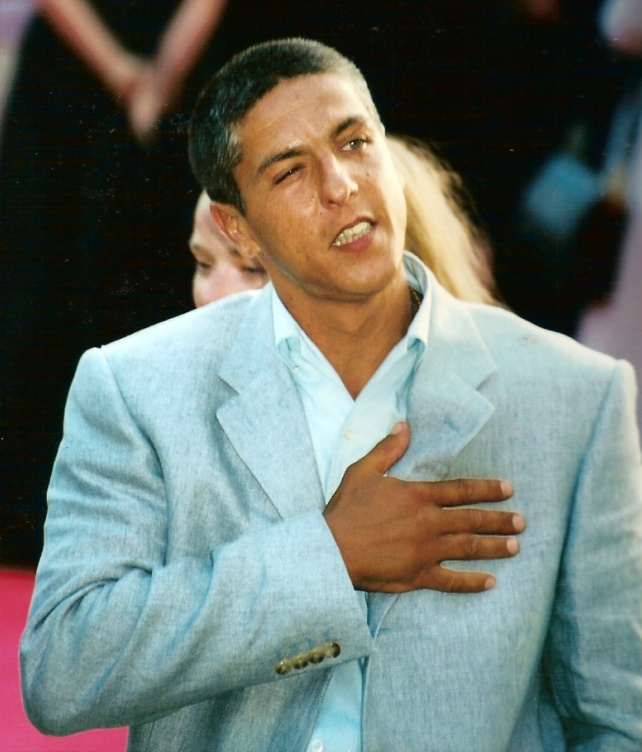
Samy Naceri en el Festival de Cannes, en el año 2000.

### Años 2000
- 2000 : Taxi 2 de Gérard Krawczyk
- 2000 : Là-bas, mon pays de Alexandre Arcady
- 2001 : Le Petit Poucet, de Olivier Dahan
- 2001 : Nid de guêpes de Florent Emilio Siri
- 2001 : La Repentie de Laetitia Masson
- 2001 : L'Aîné des Ferchaux de Bernard Stora
- 2001 : Féroce de Gilles de Maistre
- 2002 : La Mentale de Manuel Boursinhac
- 2002 : Concerto pour un violon de Gilles de Maistre
- 2002 : La Merveilleuse Odyssée de l'idiot toboggan de Vincent Ravalec
- 2002 : Ido de Gilles de Maistre
- 2002 : Tapis volant de Youcef Hamidi
- 2003 : Taxi 3 de Gérard Krawczyk
- 2003 : Buscando a Nemo (voz francesa de la tortuga marina Crush) de Andrew Stanton
- 2004 : Bab el web de Merzak Allouache
- 2004 : Seconde Chance de Miguel Courtois
- 2006 : Indígenas de Rachid Bouchareb
- 2007 : Taxi 4 de Gérard Krawczyk
- 2008 : Des poupées et des anges de Nora Hamdi

### Años 2010
- 2013 : Tip Top de Serge Bozon
- 2015 : Heliopsis de Sandra Kobanovitch (cortometraje)

En proyecto :
- 2013 : Les Bandits Manchots de Claude Lelouch